# Relaciones Chile-Uganda
Las relaciones Chile-Uganda son las relaciones internacionales entre la República de Chile y la República de Uganda.

## Historia

### sigloXX
Las relaciones diplomáticas entre Chile y Uganda fueron establecidas el 10 de marzo de 1964.

## Relaciones comerciales
En 2021, el intercambio comercial entre ambos países ascendió a los 0,3 millones de dólares estadounidenses, lo que supuso un 15% de crecimiento promedio anual en los últimos cinco años. Los principales productos exportados por Chile fueron vinos tintos y blancos, mientras que Ugandaexportó mayoritariamente unidades de proceso digitales.

## Misiones diplomáticas
- La embajada de Chile en Kenia concurre con representación diplomática a Uganda.[3] Asimismo, Chile cuenta con un consulado honorario en Kampala.[4]
- La embajada de Uganda en Estados Unidos concurre con representación diplomática a Chile.[3]